# Старопершинська сільська рада
Старопе́ршинська сільська рада (рос. Старопершинский сельский совет) — сільське поселення у складі Мокроусовського району Курганської області Росії.
Адміністративний центр — село Старопершино.
Населення сільського поселення становить 528 осіб (2017; 597 у 2010, 756 у 2002).

## Склад
До складу сільського поселення входять:
| Населений пункт      | Населення, осіб (2002) | Населення, осіб (2010) |
| -------------------- | ---------------------- | ---------------------- |
| Дмитрієвка, присілок | 313                    | 200                    |
| Старопершино, село   | 443                    | 397                    |